# Attese
Attese è un libro della scrittrice torinese Elena Loewenthal classificatosi secondo al Premio Strega nel 2004.
Il libro racconta le cinque differenti storie di Rebecca, Tamar, Claudia ed Elvira, ambientate dai tempi biblici a oggi. L'attesa è l'elemento portante dei vari racconti: non è mai passiva, ma un desiderio che diventa lentamente una consapevolezza. Le diverse donne si tramandano questo sentimento attraverso un velo di lino ruvido: alla fine del libro il pezzo di stoffa, tramandato da donna a donna e da generazione a generazione, ricompare nell'armadio di una giovane dei giorni nostri.

## Contenuto
Aria
La giovane Rachele attraversa il deserto per incontrare Isacco, che accetta come sposo prima ancora di conoscerlo. Appena ella lo scorge in lontananza si copre il volto con il velo, non per nascondersi ma per farsi riconoscere dal suo uomo.
Fuoco
Anche la biblica Tamar, compiendo un gesto estremamente seducente, si coprirà il viso con un velo dinanzi a Giuda, l'uomo che lei ha stabilito dover essere colui che realizzerà il suo bisogno di diventare madre.
Terra
Agli inizi del '900 Claudia, andata in sposa ad un uomo molto più grande di lei, dopo essere fuggita dal ghetto, accoglie placidamente la vita austera, i silenzi e la solitudine che il matrimonio con Arturo e la grigia Alessandria le offrono. Alla morte del marito affronta con la stessa caparbietà il dolore della vedovanza recidendo lentamente un pezzo del velo, donatole dalla nonna, che indossa in segno di lutto, in attesa che la magia di un nuovo amore entri nella sua vita.
Acqua
Elvira, levatrice per professione presso il ghetto di Mantova. Dopo aver vanamente sperato per tutta la vita nell'arrivo di un figlio suo, attende ora una morte serena insieme al marito Ariodante. È questa forse la storia più intensa in tutto il romanzo. Ariodante ed Elvira sono diametralmente opposti fra loro: lui è un ebreo che vende santini e gessi della Madonna; lei è una levatrice sterile, destinata a non generare, ma a far nascere bambini altrui. I due coniugi scelgono di morire in un ospizio insieme, ma i loro sguardi si perderanno ben prima della loro tragica fine: Ariodante diventa sempre più miope, mentre gli occhi di Elvira si fanno tanto presbiti da riuscire ad intravedere quelle docce senz'acqua di Auschwitz, dove marito e moglie finiranno i loro giorni. All'inizio della sua carriera lavorativa Elvira utilizza il velo per i neonati, ma infine verrà destinato, su richiesta del marito, a rivestire cuscinetti funebri del campo di concentramento.

## Edizioni
- Elena Loewenthal, Attese, collana Tascabili Narrativa, Milano, Bompiani, 2004, ISBN 88-452-0116-3.
- Elena Loewenthal, Attese, Tascabili Best Seller, Bompiani, 2006, ISBN 88-452-5632-4.